# Hermetisering

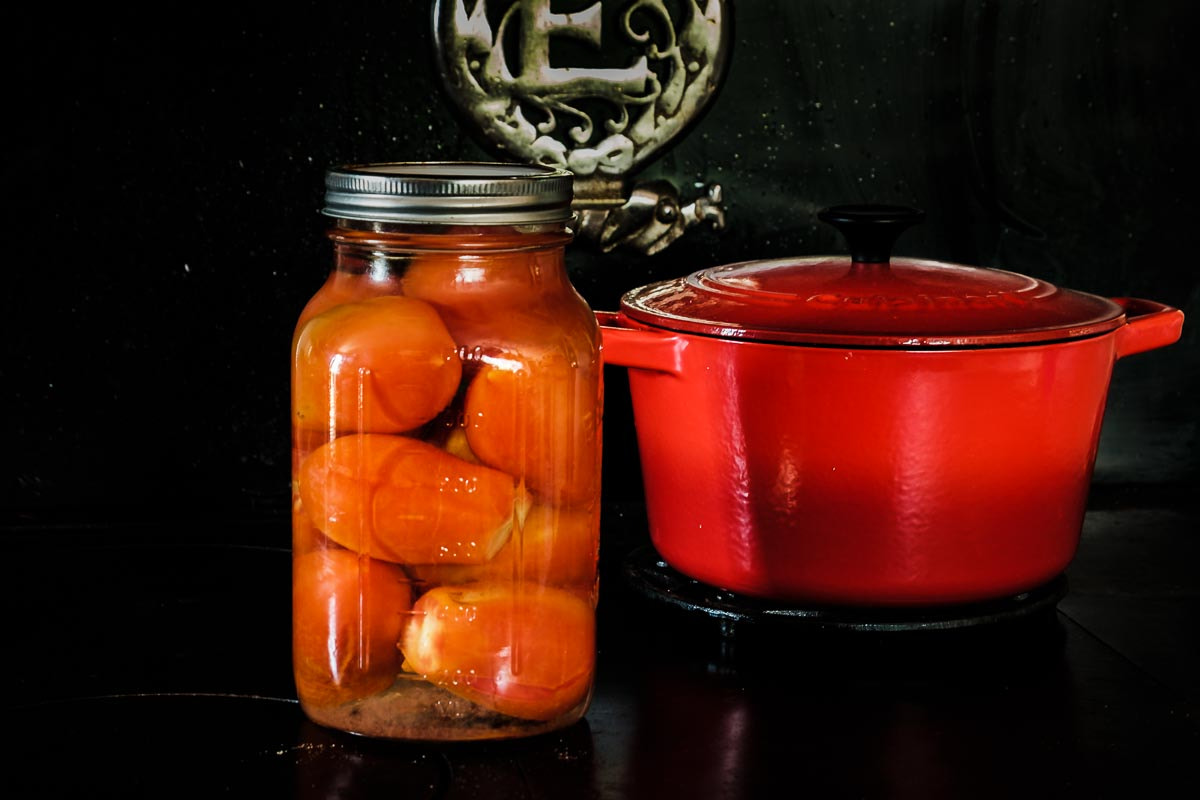

Hermetisering eller inkokning är en äldre konserveringsmetod där man kokar livsmedlet i en burk med gummiring i locket så att mikroorganismer kväses och hålls ute genom det vakuum som bildas.
Om konserveringen är ofullständig eller felaktig kan toxin, ett giftigt ämne, bildas av bakterien Clostridium botulinum.[källa behövs] Toxinet är värmekänsligt och förstörs vid kokning. För färdiga livsmedel som inte är råa är koktiden 15 minuter vid hermetisering, men för råa livsmedel är koktiden längre. Exempelvis plommon i sockerlag kräver en timmes koktid för att plommonen ska mjukna och hermetiseras. När vakuum bildats knäpper locken till och mittdelen får en försjunkning. För hermetiserade livsmedel kan hållbarhetstiden vara flera år.